# Antechinus godmani
Antechinus godmani is een roofbuideldier uit het geslacht van de breedvoetbuidelmuizen. De wetenschappelijke naam van de soort werd voor het eerst geldig gepubliceerd door Oldfield Thomas in 1923.

## Kenmerken
Deze Antechinus heeft een bruine rugvacht, een grijsachtige buikvacht, kleine ogen en een nauwelijks behaarde staart. De kop-romplengte bedraagt 90 tot 155 mm, de staartlengte 88 tot 145 mm en het gewicht 55 tot 125 g. Vrouwtjes hebben 6 mammae.

## Leefwijze
Het is een zeldzame soort waar weinig van bekend is. Het dier is 's nachts of in de schemering actief en eet ongewervelden. Dit buideldier bouwt een nest van droge bladeren in een holte of in vegetatie. Na de paartijd in juli-augustus sterven alle mannetjes.

## Voorkomen
De soort komt voor boven 600 m hoogte tussen Mount Bellenden Ker en Cardwell in Noordoost-Queensland.
Antechinus adustus · Antechinus agilis · Antechinus argentus · Antechinus arktos · Antechinus bellus · Geelvoetbuidelmuis (Antechinus flavipes) · Antechinus godmani · Antechinus leo · Antechinus mimetes · Antechinus minimus · Antechinus mysticus · Stuarts breedvoetbuidelmuis (Antechinus stuartii) · Antechinus subtropicus · Antechinus swainsonii · Antechinus vandycki